# Meimoa
Meimoa is een plaats (freguesia) in de Portugese gemeente Penamacor en telt 456 inwoners (2001).